# Freiwasserweltmeisterschaften 2002
Die Freiwasserweltmeisterschaften 2002 fanden vom 23. bis 28. September 2002 in Scharm El-Scheich statt. Es wurden Einzelwettbewerbe für Frauen und Männer über die Distanzen 5, 10 und 25 Kilometer ausgetragen.
Bei den Frauen gewann Viola Valli über 5 Kilometer, Britta Kamrau über 10 Kilometer sowie Edith van Dijk über 25 Kilometer. Bei den Männern sicherte sich Luca Baldini den Titel über 5 Kilometer, Jewgeni Koschkarow siegte über 10 Kilometer und Juri Kudinow über 25 Kilometer.

## Ergebnisse Männer
| Wettbewerb | Gold               | Gold    | Silber          | Silber  | Bronze              | Bronze  |
| ---------- | ------------------ | ------- | --------------- | ------- | ------------------- | ------- |
| 5 km       | Luca Baldini       | 51:49   | Stefano Rubaudo | 51:51   | Thomas Lurz         | 51:52   |
| 10 km      | Jewgeni Koschkarow | 1:49:30 | Simone Ercoli   | 1:49:34 | Wladimir Djattschin | 1:49:35 |
| 25 km      | Juri Kudinow       | 5:39:14 | Anton Sanachev  | 5:41:14 | Gabriel Chaillou    | 5:41:16 |

## Ergebnisse Frauen
| Wettbewerb | Gold                    | Gold    | Silber         | Silber  | Bronze                  | Bronze  |
| ---------- | ----------------------- | ------- | -------------- | ------- | ----------------------- | ------- |
| 5 km       | Viola Valli             | 56.52   | Edith van Dijk | 57:01   | Hanna Miluska           | 58:13   |
| 10 km      | Britta Kamrau-Corestein | 1:56:42 | Viola Valli    | 1:56:42 | Angela Maurer           | 1:56:49 |
| 25 km      | Edith van Dijk          | 6:11:21 | Angela Maurer  | 6:11:22 | Britta Kamrau-Corestein | 6:11:22 |